# جون فريدريك ماكدوغال
جون فريدريك ماكدوغال هو سياسي أسترالي، ولد في 31 أغسطس 1820 في Parramatta ‏ في أستراليا، وتوفي في 11 نوفمبر 1896 في Sandgate, Queensland ‏ في أستراليا.